# Gustav Adolph von Baudissin
Gustav Adolph von Baudissin, född i Elbing 1629 och död i Aurich 1695, var en tysk-dansk militär, son till Wolf Heinrich von Baudissin den äldre. 
von Baudissin kom redan 1644 i dansk krigstjänst och blev 1660 överstelöjtnant. Under de följande åren användes von Baudissin ofta i diplomatiska uppdrag och stod i stor gunst hos Peder Schumacher Griffenfeld. Sedan han medverkat vid de förhandlingar som föregick Danmarks inträde i kriget mot Sverige 1675, återvände han vid krigsutbrottet till krigaryrket. Som generalmajor, till vilket han utnämnts flera år tidigare, tog von Baudissin 1675-76 del i kriget i Tyskland, särskilt Bremens erövring. I skånska kriget deltog han 1676-77 och skickades 1677 med större delen av rytteriet att undsätta Kristianstad. Då detta misslyckades och endast ledde till stora förluster, föll von Baudissin åtminstone tillfälligt i onåd. Han erbjöds efter kriget generalguvernörsposten i hertigdömena men tackade nej. 1678-1689 tillbringade han som rådgivare vid hovet i Ostfriesland, sedan reste han till England och gifte sig 1692 med Maria Cotton från Middlesex. Paret återvände så till det ostfrisiska hovet.